# Harrison Chapman
Harrison James « Harry » Chapman, né le 5 novembre 1997, est un footballeur anglais qui évolue au poste de milieu de terrain au Barnet FC.

## Biographie

### En club
Le 4 août 2017, il est prêté à Blackburn Rovers.
Le 28 janvier 2019, il rejoint Blackburn Rovers.

### En équipe nationale
Avec les moins de 20 ans, il participe à la Coupe du monde des moins de 20 ans 2017 organisée en Corée du Sud. Lors du mondial junior, il joue deux matchs, contre la Guinée et le Costa Rica. L'Angleterre remporte la compétition en battant le Venezuela en finale.

## Palmarès

### En club
- Barnsley
  - Vainqueur du Football League Trophy en 2016.
- Sheffield United
  - Champion d'Angleterre de D3 en 2017.

### En sélection
- Vainqueur de la Coupe du monde des moins de 20 ans en 2017.

### Distinction
Middlesbrough FC
- UEFA Youth League
  - Meilleur passeur de l'UEFA Youth League 2015-2016